# Otto Evens
Otto Frederik Theobald Evens (16 de febrero de 1826 - 21 de noviembre de 1895) fue un escultor danés.

## Primeros años y educación
Evens nació en Copenhague, hijo de Thomas Mandix Evens (1791-1870), fabricante de braseros, y de Ane Margrethe Frederiksen (1790-1853). Trabajó para su padre y, más tarde, para J. Dalhoff. En 1843 ingresó en la Real Academia Danesa de Bellas Artes y, a los veinte años, se convirtió en ayudante de Herman Wilhelm Bissen. Ganó la medalla de plata pequeña de la Academia en 1846, la medalla de plata grande en 1849 y la medalla de oro pequeña en 1851 por Thetis bønfalder Vulkan om Vaaben til Achilles. En 1857, tras varios intentos fallidos, ganó el premio Neuhausen por la escultura en grupo Amor maternal (Moderkærlighed).
En 1856 pasó un par de meses en París y, entre 1858 y 1861, estuvo en Italia con un estipendio de la academia. En 1865 regresó a Italia con una beca de la Fundación Ancher (Det Ancherske Legat). 

## Carrera
Evens perteneció al grupo de escultores que, junto con Bissen y H. E. Freund, continuaron la tradición neoclásica de Bertel Thorvaldsen, pero representaron gradualmente la transición al naturalismo.
Evens siguió siendo una figura menor de la escultura danesa. Entre sus obras, destacan el monumento a Ewald y Wessel en la iglesia Trinitatis de Copenhague (1879). También contribuyó a la decoración de la Iglesia de Mármol con la estatua de Jerónimo y creó el grupo escultórico Fauno y Sátiro para el complejo de Gammeltorv en Aalborg (1850) y Un pescador napolitano enseña a su hijo a tocar la flauta para Store Strandstræde en Copenhague y en Rustenborgvej en Lyngby-Taarbæk (1861).
También creó dos monumentos conmemorativos: uno en honor a Carolina Amalia, ubicado en el parque del palacio de Sorgenfri, en Lyngby-Taarbæk (1882), y otro en honor a Federico VII, instalado en las plazas del mercado de Give (1868), Næstved (1870) y Sorø (1877). Asimismo, pintó retratos de varios personajes históricos, como Saxo y Snorre, Herluf Trolle, Birgitte Gøye, Arild Hvidtfeldt, Griffenfeld y Niels Juel. 

## Vida personal
Evens nunca se casó. Murió en 1895 y está enterrado en el cementerio de Assistens en Copenhague.

## Obras seleccionadas

### Arte público y monumentos conmemorativos
- Niño con cabra, Frederikssundsvej, Copenhague (1854)
- Un pescador napolitano enseña a su hijo a tocar la flauta, Store Strandstræde, Copenhague (1861). Rustenborgvej, Lyngby-Taarbæk
- Monumento a Johannes Ewald y Johan Herman Wessel, plaza de la iglesia Trinitatis, Copenhague (1879)
- Monumento a Caroline Amalie, Parque del Palacio Sorgenfri, Lyngby-Taarbæk (1882)
- Monumento a Federico VII, Give (1868), Næstved (1870) y Sorø (1877).
- Tumba de NJ Marstrand y su esposa ( Cementerio de Assistens, Copenhague)
- Fuente, Iglesia de Nuestra Señora ( Vor Frue Kirke (Svendborg) )
- Monumento a Peder Skram, Østbirk Kirke (1886)

### Otras obras
- Thetis bønfalder Hefaistos om Vaaben til Achilles Real Academia Danesa (relieve en yeso, 1851)

## Galería de imágenes

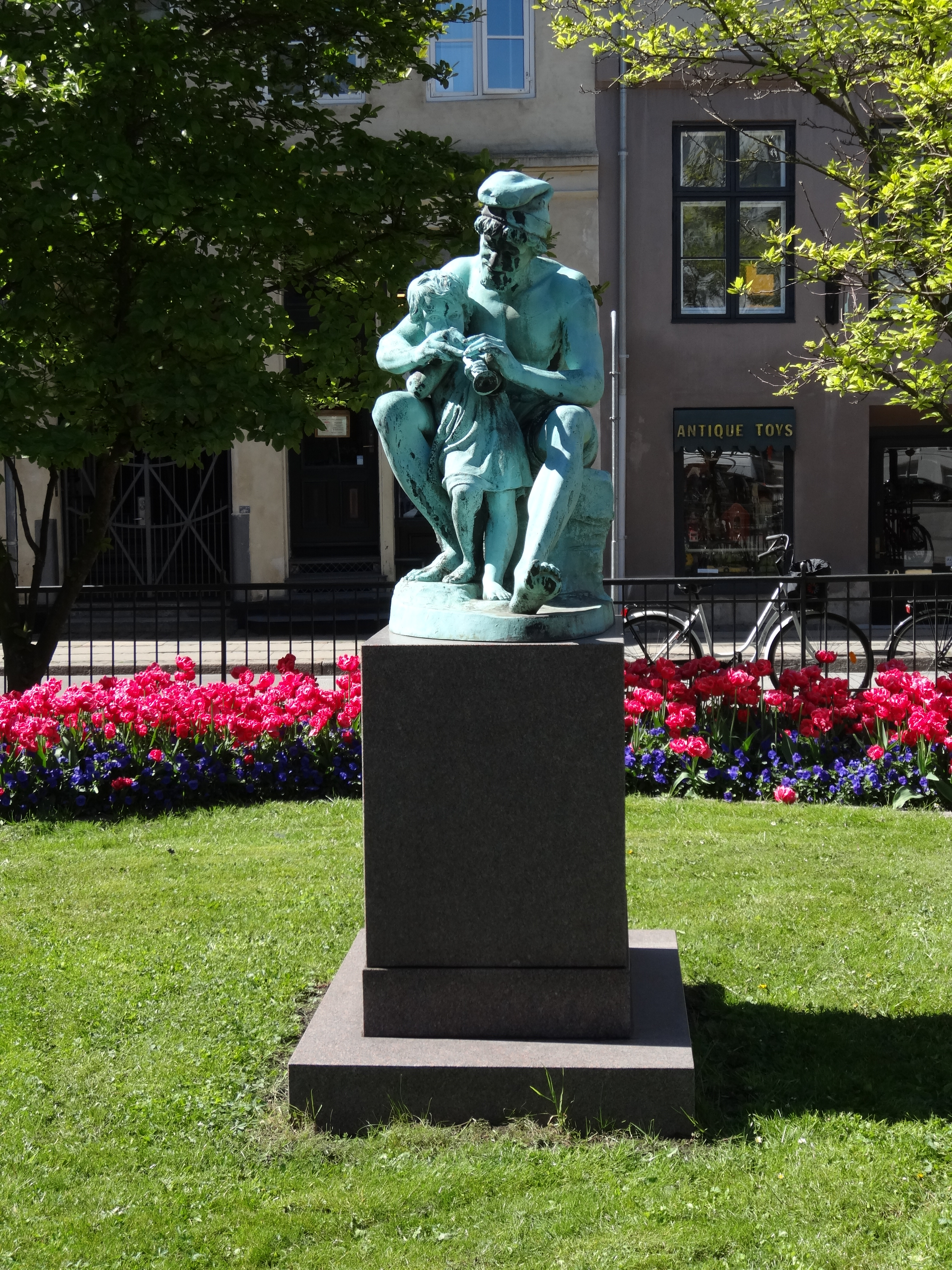
Un pescador napolitano enseña a su hijo a tocar la flauta
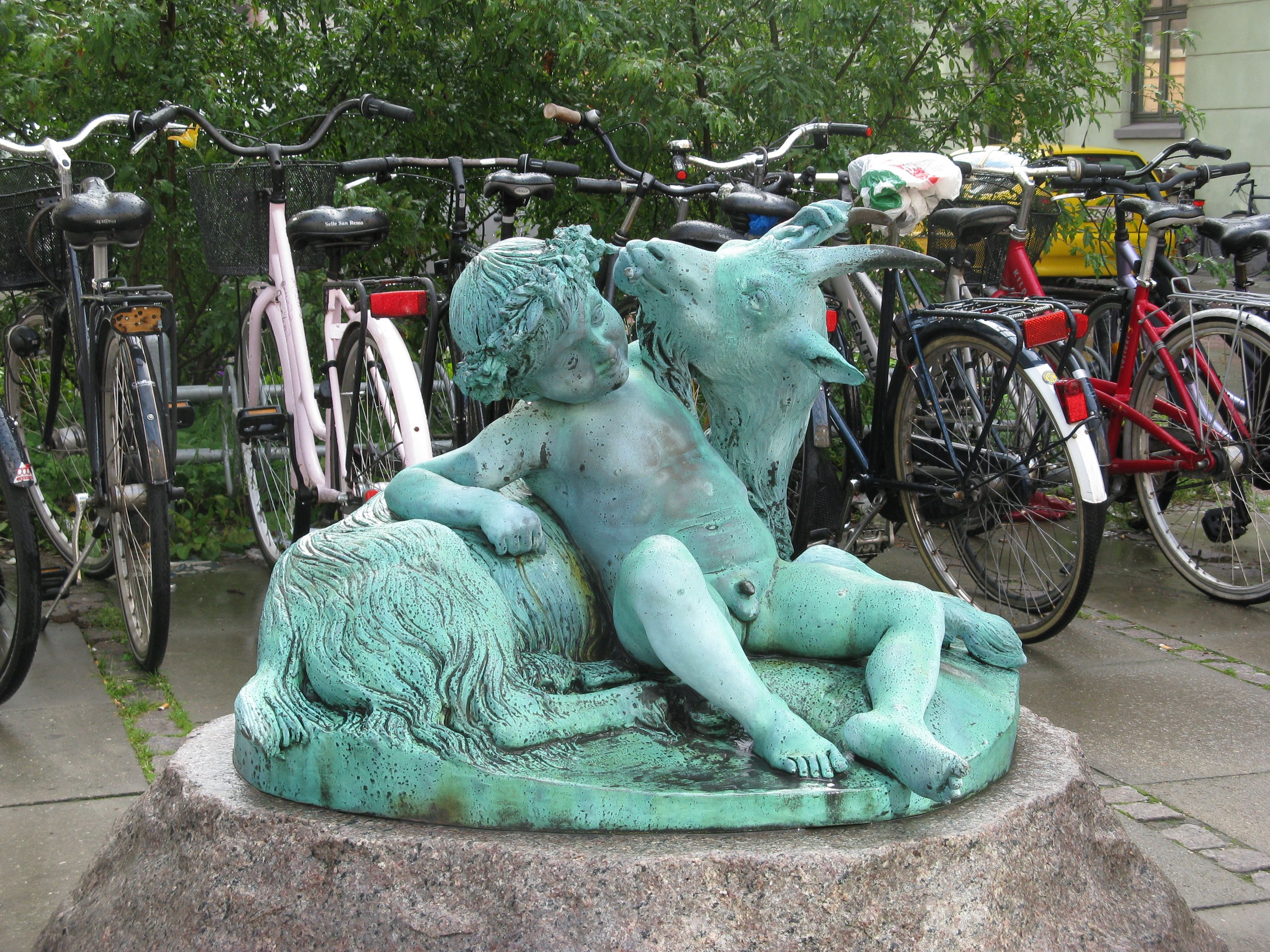
Niño con cabra
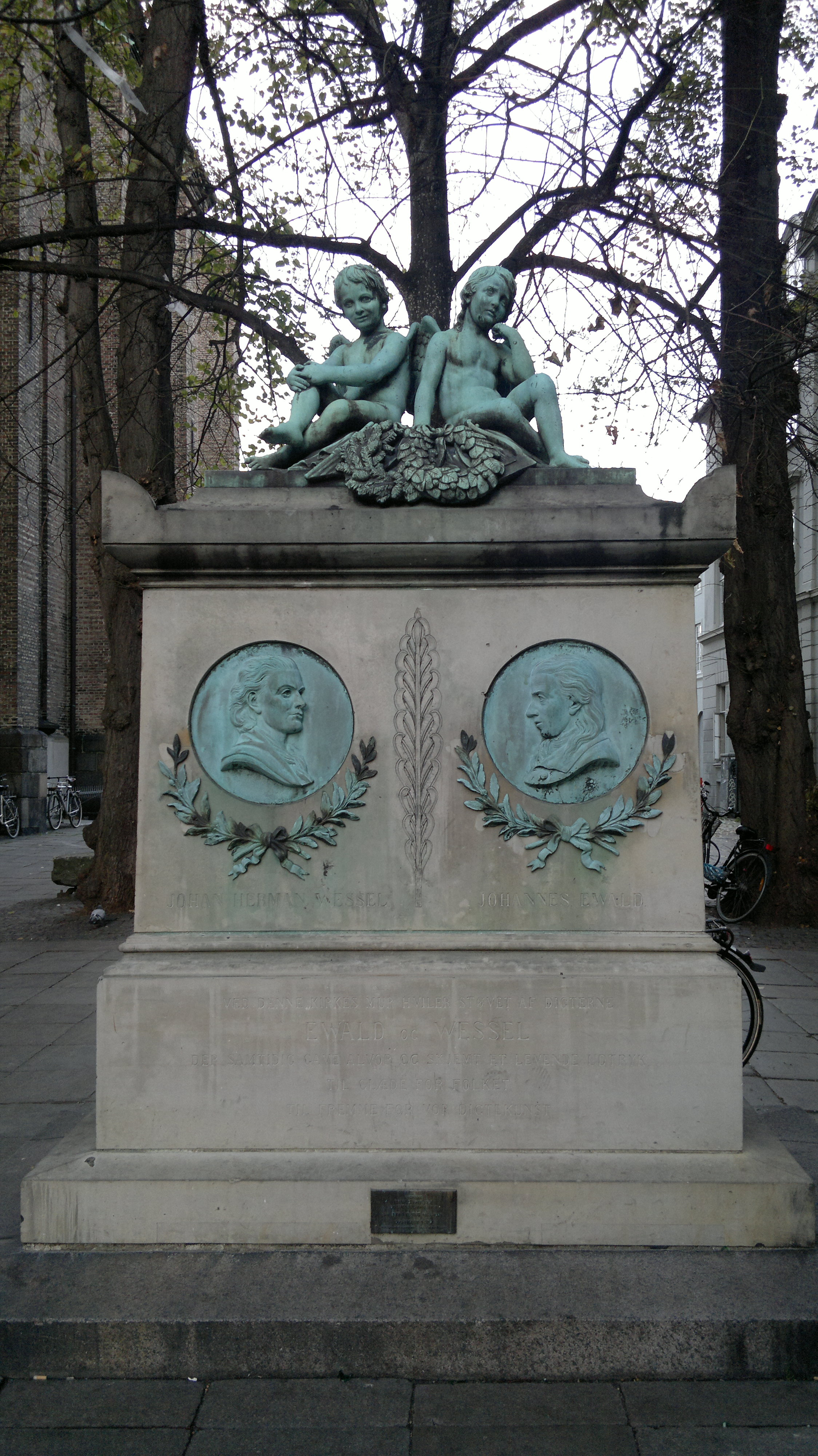
Monumento a Ewald y Wessel
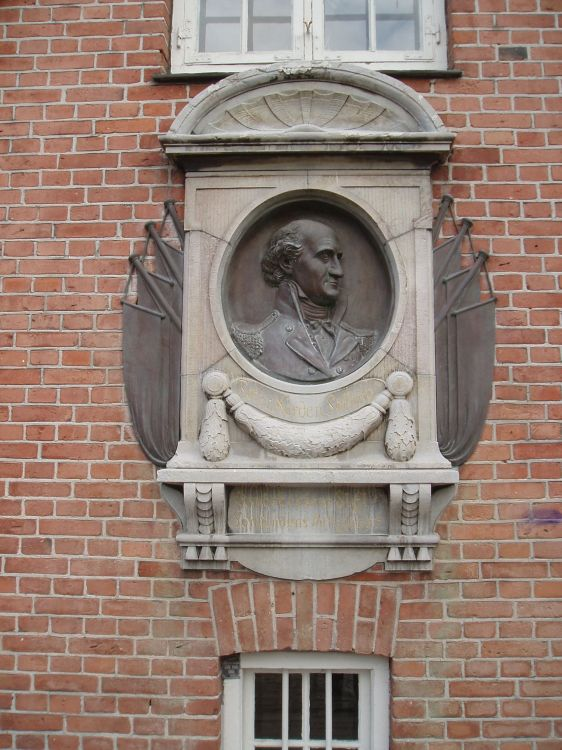
Monumento a Peter NordenSoelling, Bombebøssen, Copenhague